# 1915 في نيوزيلندا
فيما يلي قوائم الأحداث التي وقعت خلال عام 1915 في نيوزيلندا.

## سياسة

### تعيين في المنصب
- 1 يناير – ويليام ستيوارت عضو مجلس النواب النيوزيلندي ‏.
- 12 أغسطس – روبرت ماكناب وزير العدل [الإنجليزية]‏.

## مواليد

### مارس
- 28 مارس – راي إميري لاعب كركيت نيوزيلندي.
- 30 مارس – جاك سوليفان لاعب رغبي نيوزيلندي.

### أبريل
- 14 أبريل – ليونارد ترينت
- 30 أبريل – هيلين ماسون خزافة نيوزيلندية.

### مايو
- 5 مايو – سنو بومان
- 10 مايو – ناثانيل ميلر مسايف نيوزيلندي.
- 25 مايو – جيمس مردوخ أوستين رياضياتي أمريكي.

### أغسطس
- 11 أغسطس – جاك سكينر لاعب كرة قدم نيوزيلندي.

### سبتمبر
- 18 سبتمبر – جولييت بيتر

### نوفمبر
- 11 نوفمبر – بن قاسكوين
- 15 نوفمبر – ديفيد تومسون سياسي نيوزيلندي.

### ديسمبر
- 2 ديسمبر – أوستين دينز كاتب ورسام نيوزيلندي.
- 10 ديسمبر – نيكي بار لاعب اتحاد رغبي أسترالي.

## وفيات

### مايو
- 9 مايو – أنتوني ويلدينغ (مواليد 1883) لاعب كرة مضرب نيوزيلندي.
- 10 مايو – ألان والاس (مواليد 1891) لاعب كريكت نيوزلندي.

### أغسطس
- 8 أغسطس – ألبرت داونينج (مواليد 1886) لاعب اتحاد رغبي نيوزيلندي.
- 9 أغسطس – نورمان فريدريك هاستينغز (مواليد 1879)
- 9 أغسطس – هنري ديوار (مواليد 1883) لاعب اتحاد رغبي نيوزيلندي.